# Llista d'abadesses del Monestir de Sant Daniel
Relació d'abadesses del Monestir de Sant Daniel de Girona segons l'abaciologi, que inclou la primera abadessa de la qual es té constància documental que va ser deu anys després de la fundació del monestir fins a l'actualitat:
| Segle XI    | 1028      | Bonafilla                       |                                                               |
| Segle XI    | 1045      | Ermengarda                      |                                                               |
| Segle XI    | 1067-1049 | Arsinda                         |                                                               |
| Segle XI    | 1094-1099 | Adaleidis                       |                                                               |
| Segle XII   | 1120-1142 | Ermessenda                      |                                                               |
| Segle XII   | 1154      | Botarella                       |                                                               |
| Segle XII   | 1156-1171 | Ermessenda                      |                                                               |
| Segle XII   | 1173-1196 | Maria                           |                                                               |
| Segle XII   | 1197-1240 | Agnès                           |                                                               |
| Segle XIII  | 1243-1253 | Berenguera de Palera            |                                                               |
| Segle XIII  | 1255-1283 | Berenguera de Palagret          |                                                               |
| Segle XIII  | 1283-1292 | Cecília de Foixà                |                                                               |
| Segle XIII  | 1295      | Agnès de Soler                  | priora amb facultats de govern des de 1292                    |
| Segle XIII  | 1298-1308 | Ermengarda de Vilanova          |                                                               |
| segle XIV   | 1307-1333 | Beatriu de Cabrera              | electa en vida de l'anterior                                  |
| segle XIV   | 1333-1345 | Beatriu de Garriga              |                                                               |
| segle XIV   | 1345-1363 | Elisenda d'Alguer               |                                                               |
| segle XIV   | 1363-1377 | Ermessenda de Trilla            |                                                               |
| segle XIV   | 1379-1392 | Gueraua de Blanes               |                                                               |
| segle XIV   | 1392-1399 | Sibil·la de Vilamarí            |                                                               |
| segle XV    | 1401-1405 | Alamanda de Güell               |                                                               |
| segle XV    | 1406-1407 | Vacant                          |                                                               |
| segle XV    | 1407-1409 | Ermessenda de Foxà              |                                                               |
| segle XV    | 1409-1412 | Ermessenda de Montpalau         |                                                               |
| segle XV    | 1412-1420 | Constança de Cruïlles           |                                                               |
| segle XV    | 1421-1431 | Ermessenda de Vilamarí          |                                                               |
| segle XV    | 1432-1458 | Francesca de Palau              |                                                               |
| segle XV    | 1459-1466 | Beatriu de Pau                  |                                                               |
| segle XV    | 1466-1479 | Aldonca de Biure                |                                                               |
| segle XV    | 1480-1507 | Violant Xatmar                  |                                                               |
| segle XVI   | 1510-1525 | Violant de Biure                |                                                               |
| segle XVI   | 1532-1547 | Beatriu d'Alemany               |                                                               |
| segle XVI   | 1548      | Joana Sarriera                  |                                                               |
| segle XVI   | 1548-1572 | Isabel d'Alemany                |                                                               |
| segle XVI   | 1572-1575 | Joana des Catllar               |                                                               |
| segle XVI   | 1575-1578 | Vacant                          |                                                               |
| segle XVI   | 1578-1610 | Joana de Copons                 |                                                               |
| segle XVII  | 1610-1615 | Anna de Cruïlles                |                                                               |
| segle XVII  | 1615-1623 | Contesina de Sant Celoni        |                                                               |
| segle XVII  | 1624-1625 | Maria d'Olmera                  |                                                               |
| segle XVII  | 1625-1644 | Dionísia de Sant Celoni         |                                                               |
| segle XVII  | 1644-1647 | Aldonça Jultrú                  |                                                               |
| segle XVII  | 1647-1660 | Cecília de Miró                 |                                                               |
| segle XVII  | 1661-1666 | Marianna de Raset               |                                                               |
| segle XVII  | 1666-1673 | Isabel de Caramany              |                                                               |
| segle XVII  | 1673-1677 | Margarida de Copons             |                                                               |
| segle XVII  | 1677-1696 | Maria de Lanuça de Rocabertí    |                                                               |
| segle XVII  | 1696-1705 | Àngela de Bas                   |                                                               |
| segle XVIII | 1706-1718 | Joana de Sandionís Pol          |                                                               |
| segle XVIII | 1718-1736 | Teresa de Lanuça Oms            |                                                               |
| segle XVIII | 1736-1750 | Agnès de Lanuça Oms             |                                                               |
| segle XVIII | 1751-1768 | Elionor de Farnés de Marimon    |                                                               |
| segle XVIII | 1768-1777 | Maria Rosa de Prat de Tord      |                                                               |
| segle XVIII | 1777-1794 | Antònia de Tord de Prat         |                                                               |
| segle XVIII | 1795-1797 | Rafaela de Prats de Ferrer      |                                                               |
| segle XVIII | 1797-1808 | Marianna de Font de Camprodon   |                                                               |
| segle XIX   | 1808-1814 | Vacant                          | Guerra de la Independència                                    |
| segle XIX   | 1815-1824 | Marianna de Camps de Font       |                                                               |
| segle XIX   | 1824-1847 | Ignàsia de Manresa d'Asprer     |                                                               |
| segle XIX   | 1848-1854 | Caterina Pou Adroher            |                                                               |
| segle XIX   | 1854-1870 | Maria Gràcia Quintana de Ferrer |                                                               |
| segle XIX   | 1870-1895 | Carme Albert Xauet              |                                                               |
| segle XIX   | 1895-1900 | Maria Motger Aulet              |                                                               |
| segle XX    | 1900-1936 | Assumpció Cols Verdaguer        |                                                               |
|             | 1936-1939 | Vacant                          | Guerra Civil                                                  |
|             | 1939-1960 | Carme Poch Noguera              |                                                               |
|             | 1960-1996 | Maria Caterina Torra Miró       | priora-administradora des 1952 per jubilació de M. Carme Poch |
|             | 1996      | Maria Àngels Gener Huix         | M. Caterina Torra, des de 1996, abadessa emèrita              |
| segle XXI   | 2006      | Maria Assumpció Pifarré Clapés  | priora administradora                                         |
| ----------- | --------- | ------------------------------- | ------------------------------------------------------------- |